# Adidas International 2002
Das adidas International 2002 waren ein Tennisturnier der WTA Tour 2002 für Damen sowie ein Tennisturnier der ATP Tour 2002 für Herren, welche zeitgleich vom 3. bis zum 11. Januar 2002 in Sydney stattfanden.